# Santo António dos Cavaleiros e Frielas
Santo António dos Cavaleiros e Frielas, formalmente União das Freguesias de Santo António dos Cavaleiros e Frielas, é uma freguesia portuguesa do município de Loures com 9,20 km² de superfície e 28522 habitantes (censo de 2021). A sua densidade populacional é 3 100,2 hab./km².

## História
Foi constituída em 2013, no âmbito de uma reforma administrativa nacional, pela agregação das antigas freguesias de Santo António dos Cavaleiros e Frielas. A sede da nova freguesia situa-se em Santo António dos Cavaleiros, a mais povoada das duas freguesias que estiveram na sua origem.

## Demografia
A população registada nos censos foi:
| Ano  | 0-14 Anos | 15-24 Anos | 25-64 Anos | > 65 Anos |
| 2001 | 4695      | 3796       | 14240      | 1892      |
| 2011 | 4953      | 3550       | 16191      | 3358      |
| 2021 | 4439      | 3465       | 15898      | 4720      |

À data da junção das freguesias, a população registada no censo anterior foi:
| Freguesia atual                                                | Freguesia atual  | Freguesia atual | Freguesias antigas           | Freguesias antigas | Freguesias antigas |
| Freguesia                                                      | População (2011) | Área(km²)       | Freguesia                    | População (2011)   | Área(km²)          |
| -------------------------------------------------------------- | ---------------- | --------------- | ---------------------------- | ------------------ | ------------------ |
| União das Freguesias de Santo António dos Cavaleiros e Frielas | 28 052           | 9,20            | Santo António dos Cavaleiros | 25881              | 3,63               |
| União das Freguesias de Santo António dos Cavaleiros e Frielas | 28 052           | 9,20            | Frielas                      | 2171               | 5,57               |